# Německé velvyslanectví v Praze
Německé velvyslanectví v Praze (německy Deutsche Botschaft Prag) je diplomatický zastupitelský úřad Spolkové republiky Německo v Česku. Sídlí v Lobkovickém paláci na Malé Straně v Praze 1. Současným velvyslancem je od roku 2021 Andreas Künne.
V srpnu 1989 se pražské velvyslanectví dostalo do popředí zájmu světových médií, když se zde shromáždilo několik tisíc občanů tehdejší Německé demokratické republiky, kteří zde hledali útočiště. Východoněmecké úřady rezignovaly a od 30. září umožnily celkem 17 000 svých občanů vycestování do Německé spolkové republiky. 3. listopadu umožnily také československé úřady občanům NDR volně vycestovat na Západ, čímž „nadzvedly“ část železné opony. Tyto události jsou považovány za jednu z nejdůležitějších přípravných fází pádu Berlínské zdi a následného znovusjednocení Německa.

## Dějiny

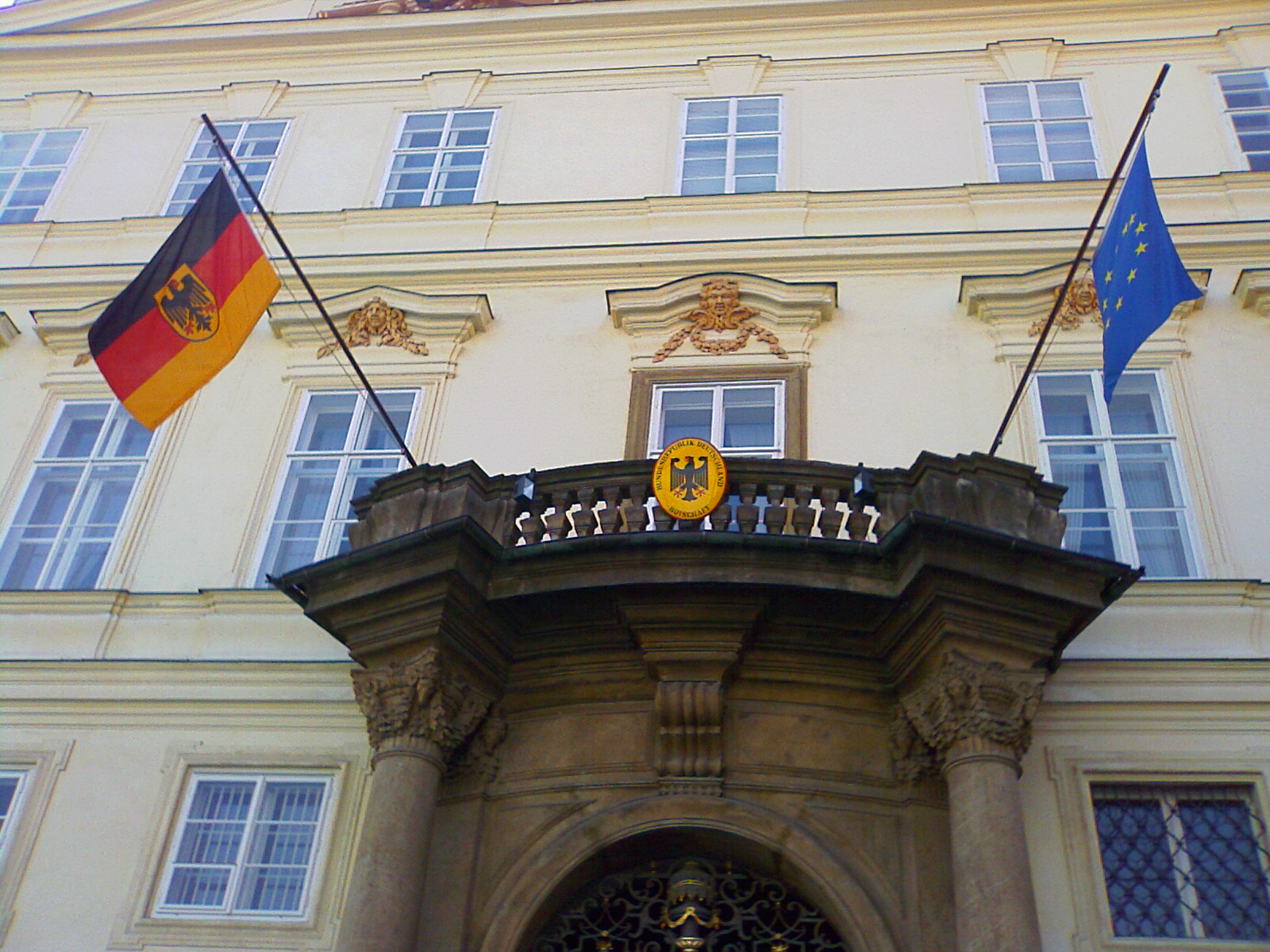
Uliční balkon Lobkovického paláce s vlajkami SRN a Evropské unie.

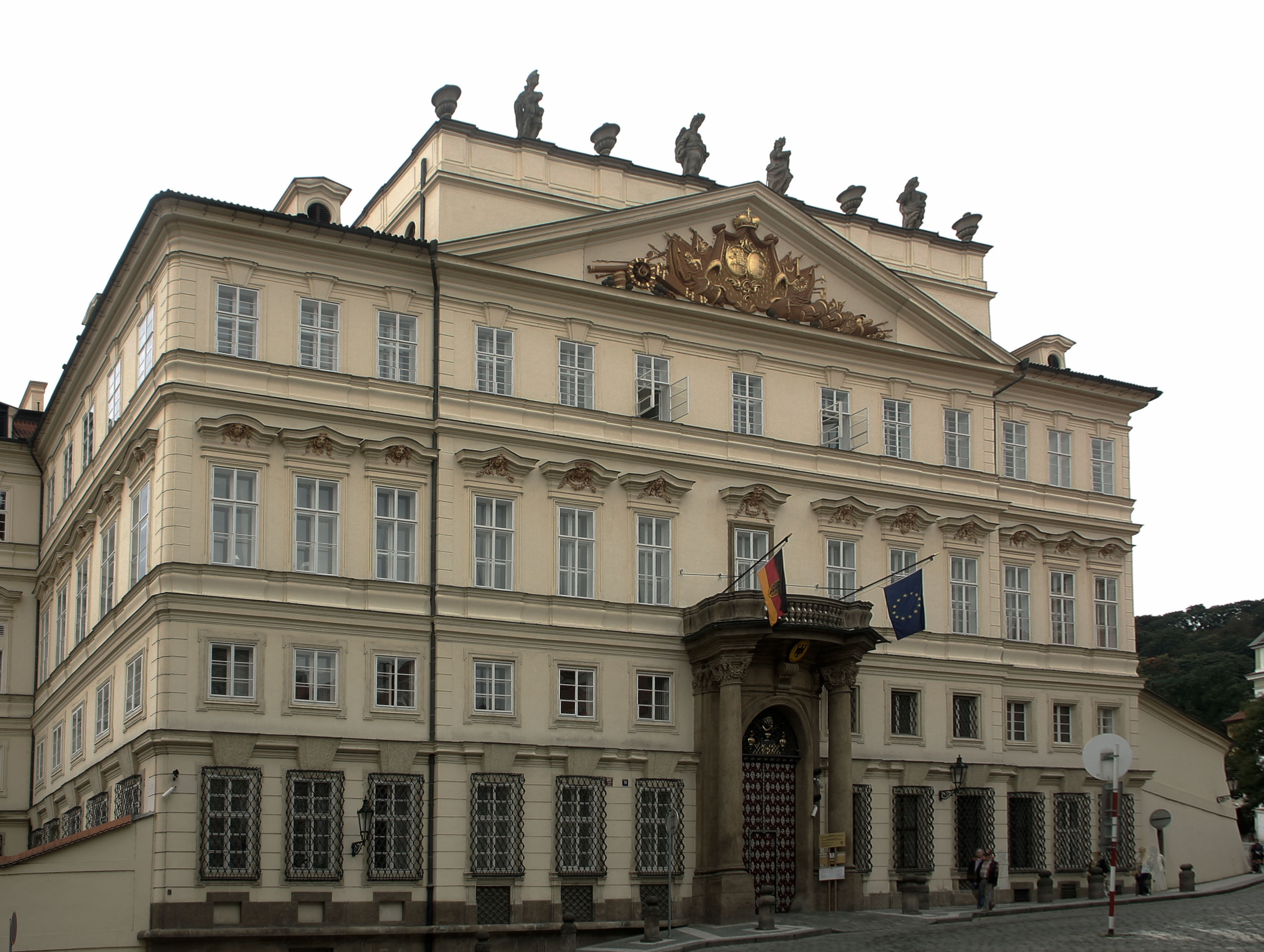
Německé velvyslanectví v Praze, hlavní vchod na severní straně

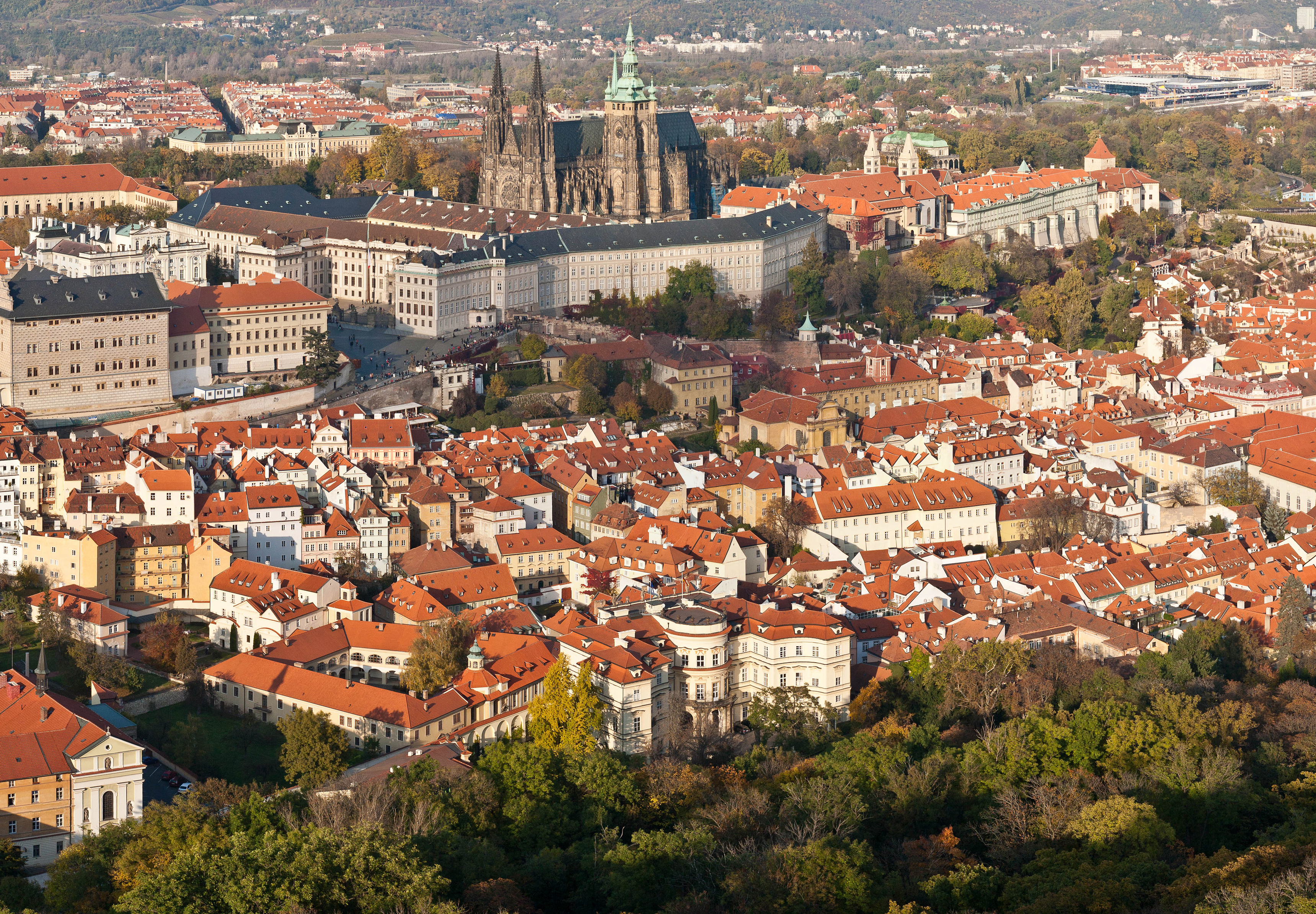
Německé velvyslanectví (uprostřed, na okraji lesíka) při pohledu z Petřína. Na pozadí snímku je Pražský hrad.

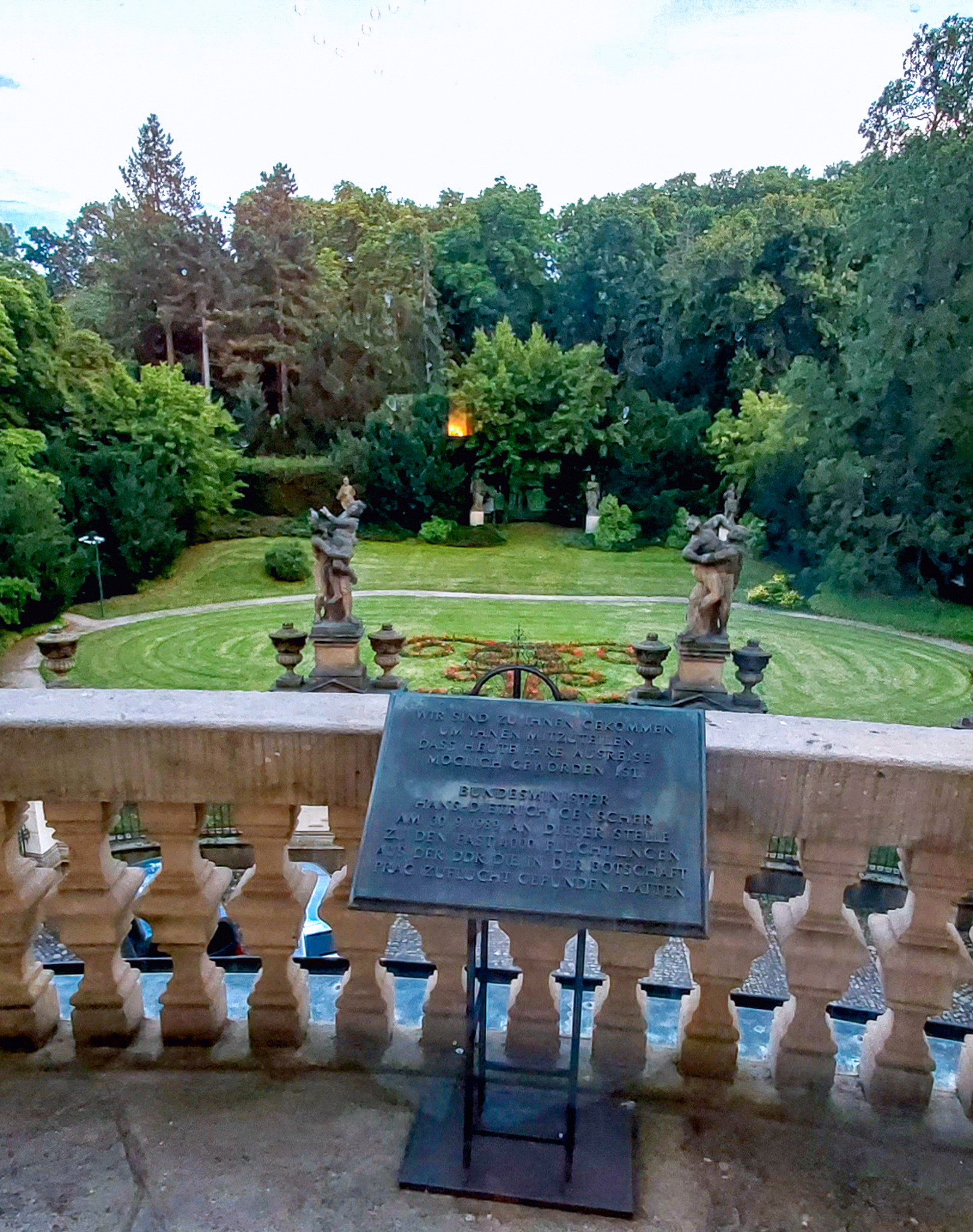
Tabulka s památnou větou spolkového ministra zahraničí Hanse-Dietricha Genschera z roku 1989 na balkóně paláce.

### Zřízení německého zastupitelství
Jako někdejší hlavní město Svaté říše římské je Praha neoddělitelně spjata s dějinami Německa. Jelikož České království bylo po staletí součástí nadnárodní monarchie, bylo samostatné velvyslanectví v Praze zřízeno teprve v roce 1918, kdy vzniklo Československo. Tato nezávislost byla na několik let narušena v době německé okupace a zřízení Protektorátu Čechy a Morava v letech 1939 - 1945.
Po skončení války spolková republika v rámci Hallsteinovy doktríny neuzavřela formální diplomatické vztahy se státy, které uznaly komunistickou NDR. To se změnilo až s novou východní politikou Německa. Vztahy s tehdejší ČSSR byly navázány roce 1973.

### Uprchlíci z NDR
Hermann Huber, velvyslanec v letech 1988 až 1992, prohlásil:
| „               | „DDR-Flüchtlinge hat es in unserer Prager Botschaft immer gegeben, seit wir (1974) das Palais Lobkowicz bezogen hatten“ | „Uprchlíci z NDR na našem pražském velvyslanectví byli vždy od doby (1974), kdy jsme se přestěhovali do Lobkovického paláce“ | “ |
| — Hermann Huber | | |   |

Již čtyři roky před svým nástupem do funkce velvyslance v Praze pomáhal obstarat péči o 160 uprchlíků, kteří byli díky jednání právníka Wolfganga Vogela vykoupeni Spolkovým ministerstvem pro vnitroněmecké vztahy (BMB).
Když Huber v prosinci 1988 předal své pověřovací listiny tehdejšímu prezidentu Husákovi, nebyli na velvyslanectví dosud žádní uprchlíci z NDR. První z nich se do zahrad paláce dostali v únoru a březnu 1989, poté co přelezli plot nebo jinak překonali československé stráže, které místo přísně hlídaly.
V době před revolucemi v roce 1989 se pražské velvyslanectví stalo známým útočištěm pro uprchlíky z NDR. V létě téhož roku se další občané NDR odvážili projít od pražského hlavního nádraží přes Vltavu na německé velvyslanectví. 19. srpna 1989 zde bylo asi 120 uprchlíků a každý den přibylo 20 až 50 dalších. Dne 23. srpna velvyslanec Hermann Huber na příkaz zahraničního úřadu palác veřejnosti uzavřel. Konzulární část byla dočasně přemístěna do hotelu, aby bylo možné zachovat právní status velvyslanectví.
Nápor uprchlíků na velvyslanectví však pokračoval a další uprchlíci si vynutili vstup, částečně přes bránu kolem hlídkujících čs. policistů nebo přes plot, což vedlo ke zranění několika osob. V zahradách paláce bylo zřízeno provizorní stanové ubytování a sociální zařízení a pro děti byla zřízena škola.  Po celé Praze stála v té době opuštěná vozidla značek Trabant a Wartburg, která se východoněmecké úřady pokusily co nejrychleji odstranit. Hygienické podmínky uprchlíků na zahradě velvyslanectví se v průběhu deštivých zářijových dnů staly složitými. V té době zde pobývalo asi 4 000 uprchlíků. Před toaletami se tvořily hodinové fronty v bahně po kotníky. Došlo k několika násilným potyčkám s lidmi, podezřelými z práce pro Stasi.

Večer 30. září 1989 přicestoval tehdejší spolkový ministr zahraničí Hans-Dietrich Genscher. Přicházel z jednání s ministry zahraničí SSSR Eduardem Ševardnadzem, NDR Oskarem Fischerem a ČSSR Jaromírem Johanesem při Valném shromáždění OSN v New Yorku.  Shromážděným novinářům řekl, že se nechce vyjadřovat, dokud nepromluví s uprchlíky. V 18:58  z balkonu Lobkovického paláce pronesl: 
| „                         | Liebe Landsleute, wir sind zu Ihnen gekommen, um Ihnen mitzuteilen, dass heute Ihre Ausreise (Tausendfacher Aufschrei und Jubel) … möglich geworden ist. | Milí spoluobčané, přicházíme k vám, abychom vám sdělili, že vaše vycestování (následoval výbuch nadšení tisíců lidí) …bylo dnes umožněno. | “ |
| — Hans-Dietrich Genscher, | | |   |

 Konec věty po zaznění slova „Ausreise“ („vycestování“) zanikl v hlasitém nadšení uprchlíků. Tato památná slova jsou zaznamenána na štítku umístěném na zábradlí balkonu. Byl umožněn pouze nepřímý výjezd do Spolkové republiky zvláštním vlakem projíždějícím odbočkou přes NDR, což sloužilo k udržení dojmu regulérního vycestování; průjezd přes NDR však u uprchlíků vyvolával nedůvěru kvůli strachu ze zatčení východoněmeckými orgány z důvodu nelegální emigrace z NDR.
Od 1. října 1989 začaly jezdit první z celkem 14 zvláštních vlaků z Prahy, vypravovaných z libeňského nádraží přes Drážďany a Karl-Marx-Stadt do Hofu (Bavorsko). Po úspěšném odbavení uprchlíků velvyslanectví se v ulicích kolem paláce objevily další tisíce lidí žádajících vycestovat. 4. října zde bylo více než 5000 osob a další 2000 jich přebývalo v chladném počasí, v podmínkách připomínající obléhání. Další výjezdy byly organizovány krátce před 40. výročím vzniku NDR, mezitím však byla zavedena vízová povinnost také pro bratrskou ČSSR a hranice se uzavřely. „Zelenou hranici“ v Krušných horách bylo možné přecházet pouze v malých počtech, takže příliv uprchlíků téměř ustal. 28. října bylo této skupině dokonce dovoleno vycestovat přímo do Spolkové republiky Německo vlastními vozidly, načež velvyslanec NSR pokračoval ve své dovolené, která byla v létě přerušena.
Události se ovšem brzy změnily. Dne 1. listopadu NDR vízovou povinnost opět zrušila a v již 3. listopadu bylo na pražském velvyslanectví opět přes 5000 lidí. 3. listopadu ve 21:00 hodin náměstek ministra zahraničí ČSSR v krátkém rozhovoru oznámil, že i osoby bez souhlasu NDR mohou cestovat přímo z Prahy do Spolkové republiky, což oznámil náměstek Armin Hiller z „Genscherova balkónu“.
Historický rozměr tohoto rozhodnutí o možnosti odchodu bez dalších podmínek byl jedním z hlavních momentů pádu části Železné opony, která se brzy projevila demontáží hraničních opevnění. Podle tehdejší průpovídky „Wie geht’s? – Über Prag!“ („Jak to jde? - Přes Prahu!") tisíce občanů NDR denně nastupovaly do vlaku na Prahu, kde zaměstnanci velvyslanectví přímo na nádraží poskytovali pomoc při cestě do Spolkové republiky. Na základě těchto událostí vedení NDR 9. listopadu oznámilo, možnosti okamžitého vycestování, což následně vedlo k pádu Berlínské zdi téhož večera. V polovině listopadu pak v Československu začala Sametová revoluce.

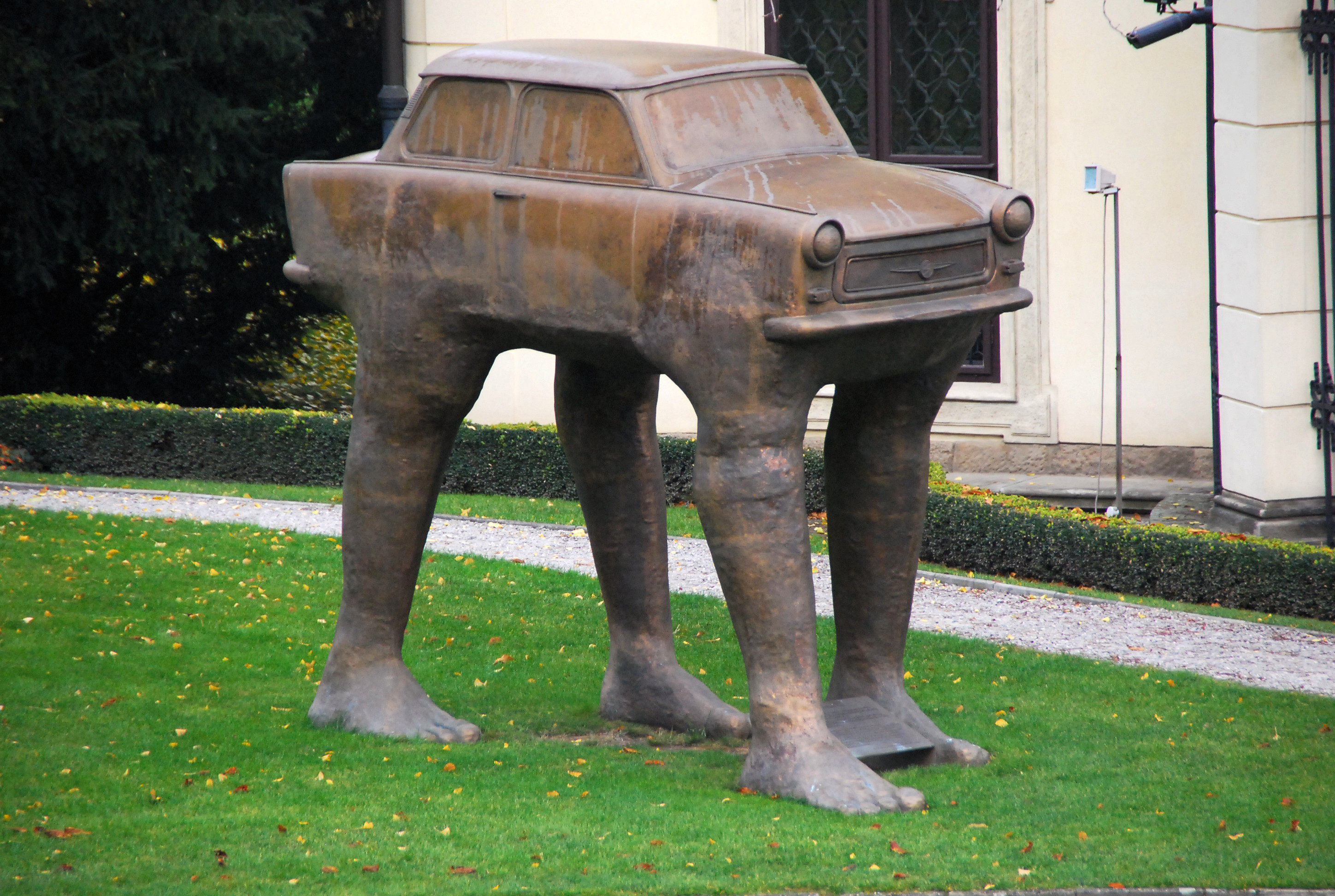
Quo Vadis od Davida Černého, aneb „Trabi na hliněných nohou“ v zahradě německého velvyslanectví.

Plastika s názvem Quo Vadis od českého umělce Davida Černého v zahradě paláce připomíná „tisíce Němců z NDR, kteří v létě a na podzim 1989 na pražském velvyslanectví hledali a našli cestu ke svobodě“.